# مبارز خیابانی ۲۰۱۰
مبارز خیابانی ۲۰۱۰: مبارزه نهایی (به انگلیسی: Street Fighter 2010) یک بازی رایانه‌ای به سبک سکوبازی منتشر شده توسط شرکت کپ‌کام است. این بازی در اوت ۱۹۹۰ توسط شرکت کپ‌کام برای سیستم سرگرمی نینتندو عرضه شد.